# Ferdinand Anton Ernst Porsche
Ferdinand Anton Ernst Porsche (pronúncia em alemão: [ˈpɔʁʃə] (escutarⓘ)) (Wiener Neustadt, Baixa Áustria, 19 de setembro de 1909 — Zell am See, estado de Salzburgo, 27 de março de 1998), popularmente conhecido como Ferry Porsche, foi um designer de automóveis e empresário austríaco pioneiro do ramo automotivo.
Ele trabalhou na Porsche AG em Stuttgart, Alemanha. Seu pai, Ferdinand Porsche, também foi um renomado engenheiro automotivo e seu sobrinho, Dr. Ferdinand Piech, presidiu a Volkswagen de 1993 a 2002.
A vida de Ferry Porsche esteve intimamente relacionada com a de seu pai, Ferdinand Porsche, que passou para o seu filho todo o seu conhecimento técnico desde a sua infância. Pai e filho abriram uma agência de design de automóveis, em Stuttgart em 1931.
Quase que imediatamente, eles trabalharam juntos para suprir as necessidades do regime Nacional Socialista de seu país e estiveram com Adolf Hitler em muitos eventos empresariais. O Fusca da Volkswagen foi desenhado por Ferdinand Porsche e uma equipe de engenheiros (inclusive Ferry Porsche).
Depois da Segunda Guerra Mundial, enquanto seu pai permanecia prisioneiro na França sendo acusado como um criminoso de guerra, Ferry Porsche gerenciou a companhia e seus negócios empresariais. Auxiliado pelo empreendimento de Volkswagen pós-guerra, ele criou o primeiro real da Porsche. Apesar das adversidades político-econômicas dos anos pós-guerra e do modelo trabalhista, a companhia fabricou automóveis e se tornou líder mundial na produção de carros esportivos.